# Orchestra at Temple Square

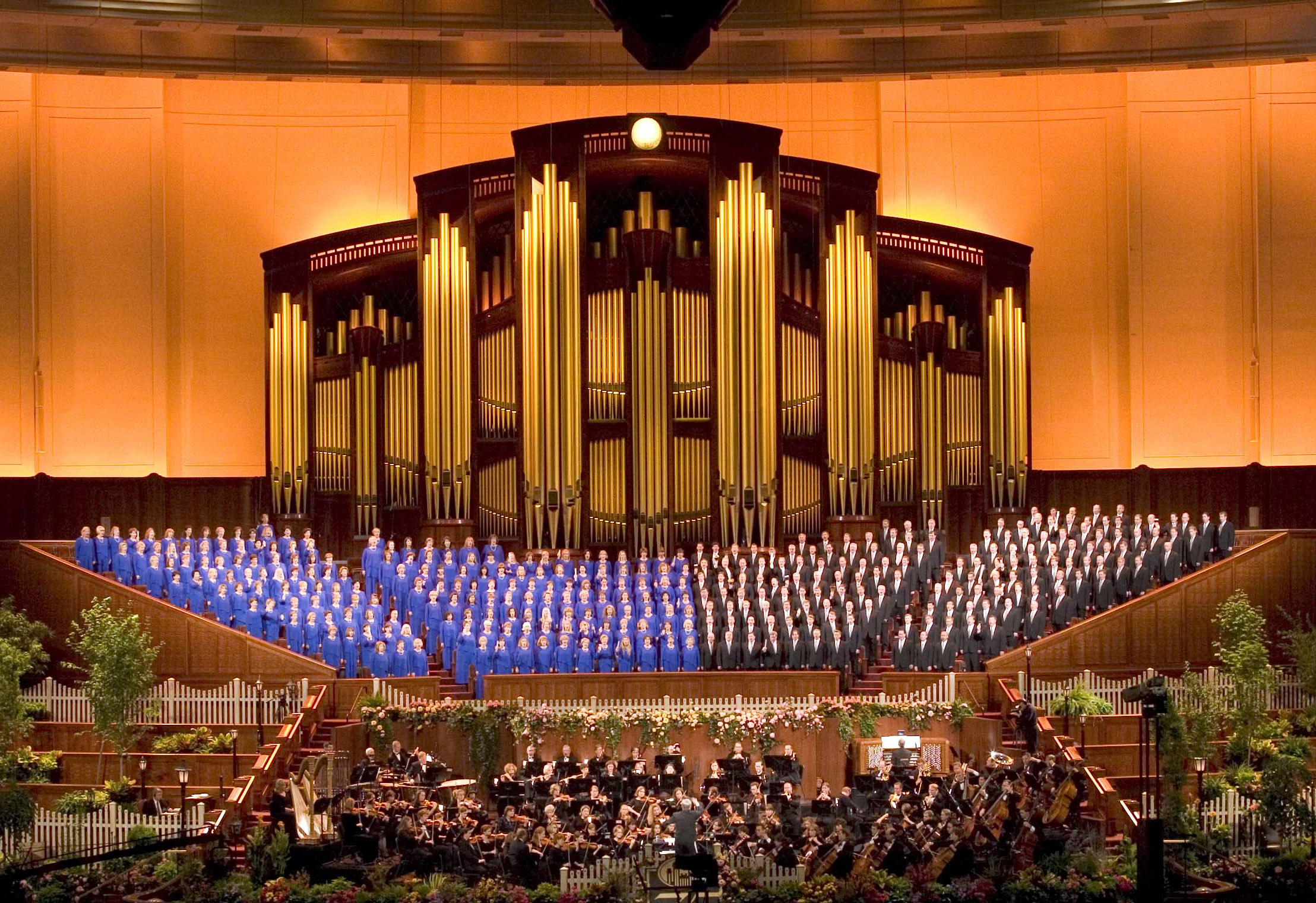
Tabernacle Choir at Temple Square und Orchestra at Temple Square im LDS-Konferenzzentrum

Das Orchestra at Temple Square (deutsch Orchester am Tempelplatz) ist das Orchester der Kirche Jesu Christi der Heiligen der Letzten Tage in Salt Lake City und besteht aus 110 ehrenamtlichen Mitgliedern.

## Geschichte

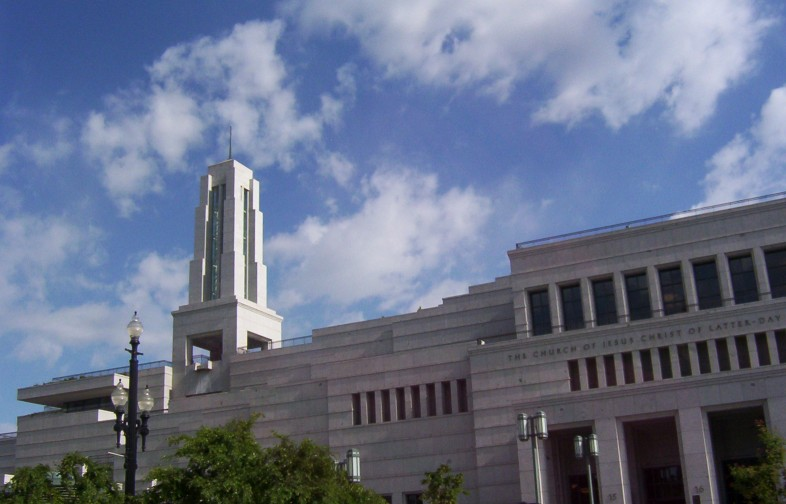
Das LDS-Konferenzzentrum, vorübergehende Heimstätte des Orchestra at Temple Square während der Renovierung des Salt-Lake-Tabernakels

Das Orchester wurde 1999 unter Leitung von Gordon B. Hinckley, dem damaligen Präsident der Kirche, im Rahmen einer Kreativinitiative gegründet, um die Einsatzmöglichkeiten der kircheneigenen Musikorganisationen zu stärken und erweitern. Mit seiner Gründung erfüllte es den lang gehegten Wunsch der Kirchenleitung nach einem eigenen permanenten Orchester, einerseits um die Qualität der Aufführungen des Tabernacle Choir on Temple Squares zu steigern und andererseits um Instrumentalisten der Kirche in gleicher Weise ehrenamtlich in Musikprojekte einzubinden wie die Chormitglieder. Während Aufnahmeverträge in den ersten Jahren des Orchesters noch bezahlt waren, wurde das Orchester mit der Gründung eines eigenen Plattenlabels des Tabernakel-Chors vollständig in eine ehrenamtliche Organisation umgewandelt. Trotzdem viele Orchestermitglieder professionelle Musiker sind, erhalten sie seitdem für ihre Mitwirkung im Orchestra at Temple Square kein Honorar.
Wie der Tabernacle Choir at Temple Square hat das Orchestra at Temple Square ebenfalls seine Heimstätte im Salt-Lake-Tabernakel am Tempelplatz in Salt Lake City. Während der Renovierungsarbeiten im Tabernakel von 2005 bis 2007 wichen beide für Proben und Aufführungen in das benachbarte LDS-Konferenzzentrum aus.
Das Orchester wurde ursprünglich von Barlow Bradford geleitet, dem früheren stellvertretenden Direktor des Tabernakel-Chors und damaligen Kreativchef der Utah Chamber Artists. Unter seiner Leitung entwickelte sich das Orchester zu einem vielbeachteten Sinfonieorchester. Bradford gab seinen Posten jedoch kurz nach den Olympischen Winterspielen 2002 überraschend auf. Das Orchester führte der Tabernakel-Chor-Leiter Craig Jessop bis zu seinem ebenfalls abrupten Abschied am 4. März 2008 weiter, der für eine Weiterentwicklung in der Rolle als Begleitorchester des Tabernacle Choir at Templae Square und des Temple Square Chorales sorgte.

## Repertoire und Aufführungen
Das Orchester führt mehrmals im Jahr, sowohl zu Hause als auch auf eigenen Tourneen, große sinfonische Werke unter Leitung des ukrainischen Dirigenten, Violinisten und Konzertmeister des Rotterdam Philharmonic Orchestra Igor Gruppman auf.
Weiterhin tritt es regelmäßig in den Radio- und Fernsehübertragungen von Music and the Spoken Word auf, der wöchentlichen Rundfunksendung des Tabernakel-Chors, sowie bei den vielbeachteten Weihnachtsveranstaltungen und Aufnahmeprojekten des Chors. Die letzten Aufnahmen des choreigenen Labels feierten große Erfolge und erschienen an hohen Positionen in den Billboard-Klassik- und Billboard-Klassik-Crossover-Charts. Darüber hinaus begleitet das Orchester den Temple Square Chorale zu seinen halbjährlichen Konzerten und gestaltet viele Bühnenproduktionen der Kirche musikalisch.